# Сыстыг-Хемский сумон
Сыстыг-Хемский сумон, сумон (сельское поселение) Сыстыг-Хем — административно-территориальная единица (сумон) и муниципальное образование со статусом сельского поселения в Тоджинском кожууне Тывы Российской Федерации.
Административный центр и единственный населённый пункт сумона — село Сыстыг-Хем.

## Население
| 2017 | 2018 |
| ---- | ---- |
| 143  | ↘142 |